# Mujeres en Hong Kong

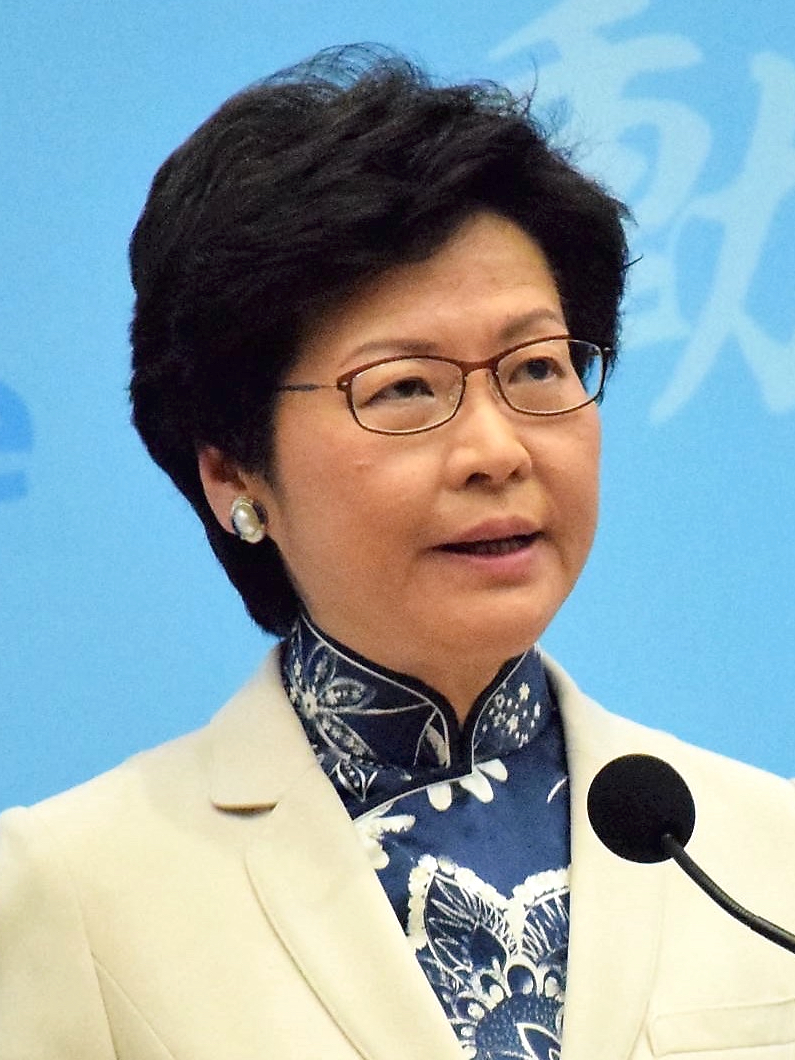
Carrie Lam, ex Jefa Ejecutiva de Hong Kong.

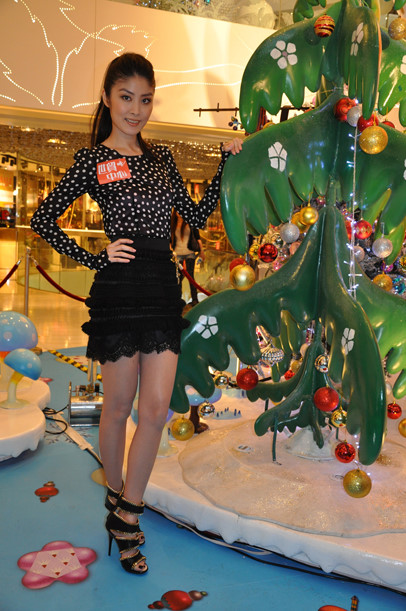
Kelly Chen, actriz y cantante de cantopop de Hong Kong.

Las mujeres en Hong Kong solían estar situadas en el contexto de la familia y la sociedad chinas, en las que se las trataba igual que a las mujeres del continente o taiwanesas. Bajo la estructura tradicional del patriarcado chino, la sociedad estaba dominada por los hombres, y las mujeres tenían un rol familiar relativamente subordinado. Sin embargo, existen diferencias culturales entre los ciudadanos de China continental y los ciudadanos de Hong Kong. Durante el período colonial británico, el surgimiento de la cultura occidental (es decir, la occidentalización) creó una mezcla de la cultura tradicional china y los valores occidentales. Esto creó una única cultura de Hong Kong. Junto con el rápido desarrollo económico y social de Hong Kong desde el final de la Segunda Guerra Mundial, se ha observado una mejora significativa en el papel de las mujeres, mientras que la estructura de la sociedad dominante masculina todavía persiste en algunos aspectos de la vida de las mujeres. En China continental, los roles de las mujeres también han cambiado con el tiempo, pero de diferentes maneras debido a la influencia de la ideología oficial de Mao Zedong sobre la igualdad de género y las reformas económicas de Deng Xiaoping. Por lo tanto, los estudios sobre la mujer en Hong Kong son ligeramente diferentes de los de China, como ciudadanos de Hong Kong a menudo se abstienen de referirse a sí mismas como chinesas, sino más bien «hongkoneses/habitantes de Hong Kong».
Durante las tres últimas décadas, las mujeres en Hong Kong se han vuelto más independientes, con economía autónoma, asertivas y enfocadas en sus carreras. Esto puede hacer que sean más prominentes en comparación con las mujeres de otros países del sudeste asiático. Con el aumento del número de mujeres en cargos profesionales y administrativos, especialmente desde la promulgación de leyes contra la discriminación desde mediados de la década de 1990, los términos «persona fuerte femenina» o  «superwomen» se utilizan para describir a las mujeres en Hong Kong.

## Desigualdad de género
Los datos estadísticos del censo nacional de Hong Kong de 2006 muestran que el número de mujeres en Hong Kong está aumentando, mientras que el de hombres está en disminución. La cifra de mujeres solteras de Hong Kong que viven solas aumentó al 43,8 por ciento en comparación con 2001: 103.938 en 1996, 127.001 en 2001 y 182.648 en 2006. La proporción de género entre hombres y mujeres en 2006 era de 1.000 mujeres por cada 912 hombres, 1.000 mujeres por cada 852 hombres en 2016, y se espera que se deteriore incluso más para el 2036 —1.000 mujeres por cada 763 hombres—. El desequilibrio en la proporción entre las mujeres y hombres de Hong Kong ya era evidente en 2003, cuando había 1.000 mujeres por cada 998 hombres. El aumento del número de mujeres solteras en Hong Kong es significativo porque se ha demostrado que la entrada en el empleo de las mujeres solteras es similar al de los hombres.

### Educación

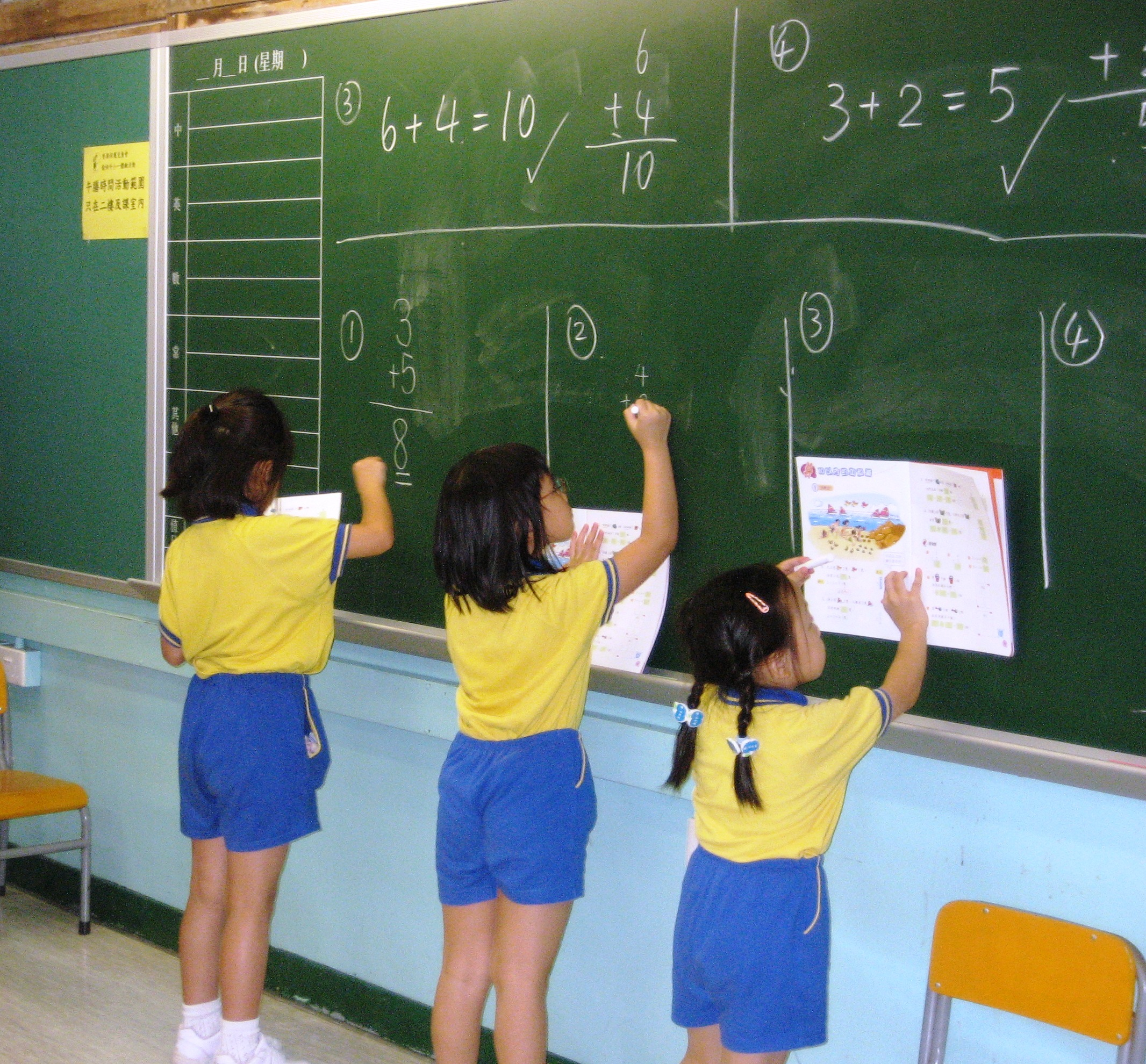
Educación primaria en Hong Kong.

La implementación de la educación obligatoria universal en 1971, seguida de una extensión de nueve años en 1978, da lugar a un aumento de las élites femeninas. Además, la transformación del entorno social en Hong Kong también contribuye al aumento de la educación de las mujeres. En el pasado, si una familia no tenía suficiente dinero para enviar a su hijo y a su hija a la escuela, optarán por educar al hijo antes que a la hija. Sin embargo, debido al crecimiento económico desde la década de 1960, Hong Kong se ha convertido en una sociedad rica con un cambio significativo en la población al mismo tiempo. La tasa de natalidad en Hong Kong disminuyó constantemente del 16,8% en 1981 al 8,6% en 2014, Revela que la estructura familiar nuclear tiene de uno o dos hijos en una familia común, en la cual las niñas pueden recibir una mejor educación debido a la mayor concentración de recursos dentro de la familia.
Según el informe del Hong Kong Annual Digest of Statistics by Census and Statistics Department of Hong Kong, desde los años setenta se ha observado una tendencia al universalismo para los niños y las niñas, y la tasa de matriculación de las niñas en general ha sido superior a la de los niños desde los años ochenta. La brecha entre la matrícula de hombres y mujeres en la educación postsecundaria se ha reducido, y en las últimas décadas el número de estudiantes de sexo femenino supera incluso al de los de sexo masculino en los programas financiados por el Comité de Becas Universitarias (UGC). El porcentaje de estudiantes de sexo femenino y masculino matriculados en programas financiados por el UGC fue de 53,7% y 46,3% en 2014, lo que difiere bastante de los porcentajes de 32,9% y 67,1% de 1987.

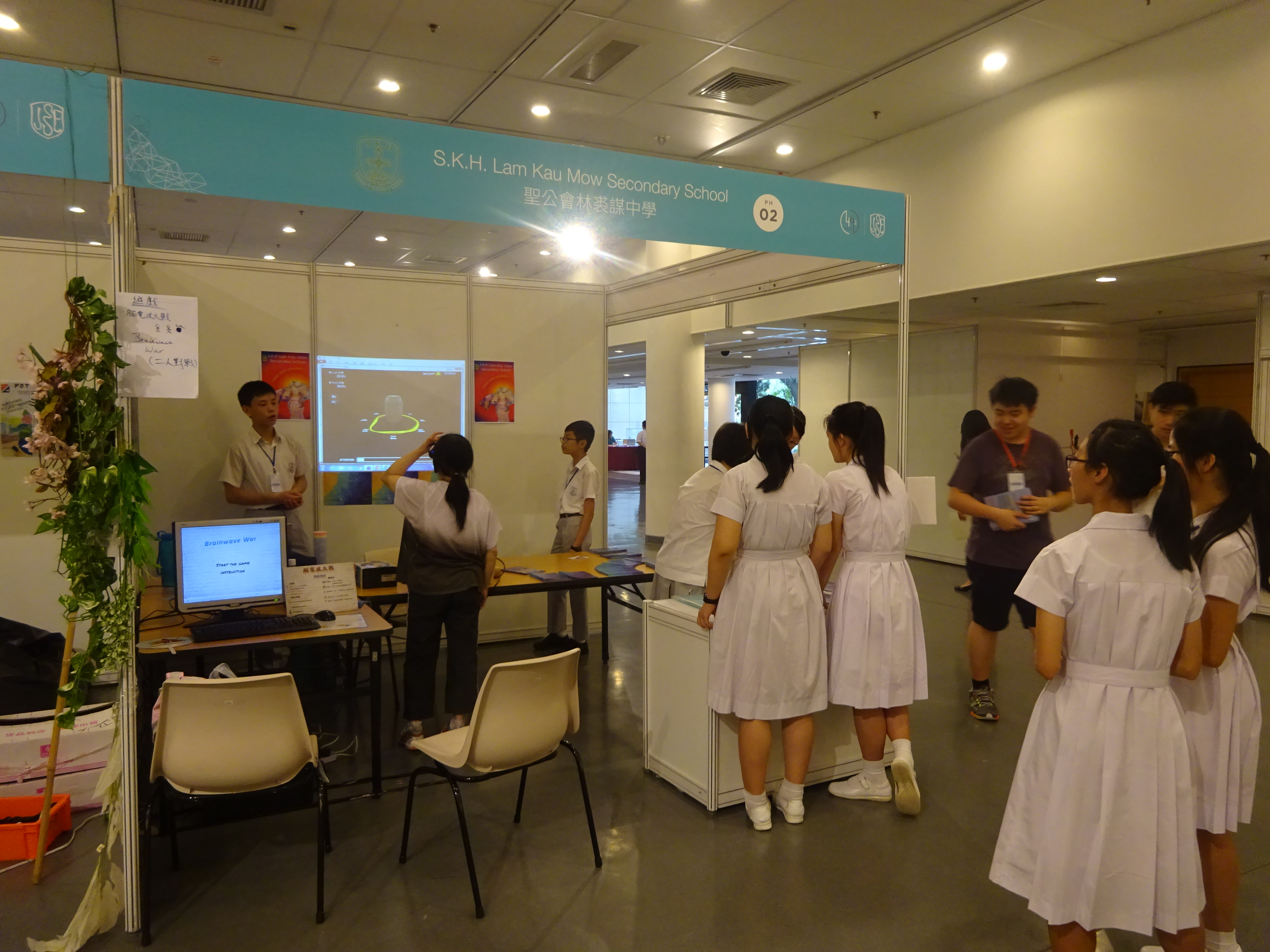
Exposición científica de la 49.ª Exposición científica de la escuela conjunta JSSE en agosto de 2016.

Sin embargo, cuando se trata específicamente de programas de investigación de posgrado, se registraron más estudiantes varones, ya que los programas están relacionados en gran medida con las ciencias, la tecnología, la ingeniería y las matemáticas (STEM). Las personas en Hong Kong tienen prejuicios de género en los campos de STEM, percibiendo a las mujeres como menos capaces de dominar el conocimiento de STEM y de seguir carreras relacionadas. La mitad de las adolescentes de Hong Kong se vieron desanimadas a centrarse en las matemáticas y las ciencias durante la escuela secundaria, lo que llevó a una disminución de su autoconcepto en STEM. Por lo tanto, la proporción de estudiantes matriculados en programas de ingeniería y tecnología financiados por la UGC es un desequilibrio, que es del 29,5% para las mujeres y del 70,5% para los hombres en 2016. La situación no ha mejorado mucho en comparación con el 14,1% para las mujeres y el 85,9% para los hombres del año 1996.

### Carrera profesional

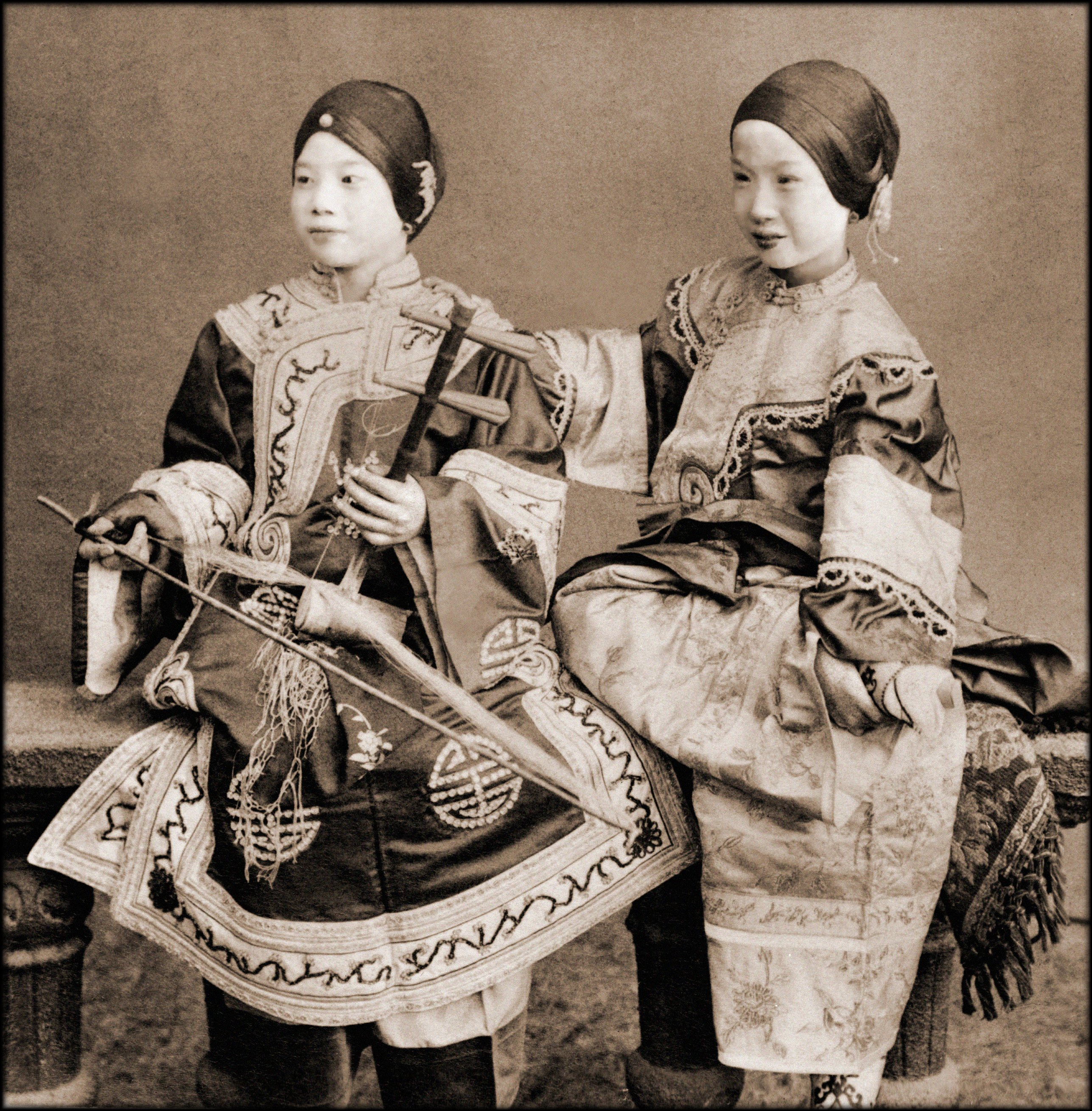
Chicas cantantes, Hong Kong, c.1901.

Ya en la década de 1920 había mujeres en el trabajo laboral, pero su pequeña población a menudo tenía que luchar enérgicamente por la igualdad de derechos laborales. Con el cambio de la economía de Hong Kong de la industria manufacturera a la industria de servicios desde la década de 1980, hay una creciente demanda de trabajadores de oficina. Abundantes oportunidades de trabajo están disponibles para hombres y mujeres. El empleo en Hong Kong puede ser disfrutado por mujeres que poseen derechos, como la protección de la maternidad y la baja por enfermedad. Sin embargo, las mujeres son conscientes de las dificultades a las que se enfrentan para ser mujer en el trabajo laboral. Por ejemplo, cuando fueron encuestados, tanto hombres como mujeres que trabajaban en Hong Kong declararon que preferían tener un supervisor masculino en lugar de una supervisora.
En 2016, el 49,3% de la población ocupada son mujeres y el 50,8% hombres. A pesar de la cultura abierta y relativamente occidentalizada en Hong Kong, el lugar de trabajo aparentemente igualitario y justo sigue constituyendo un obstáculo para la trayectoria profesional de las mujeres. El 61,8% de las mujeres y el 51,6% de los hombres estuvieron de acuerdo en que las mujeres tienen que sacrificar más que los hombres para tener éxito profesional. El 72,1% de las mujeres estuvieron de acuerdo en que un número cada vez mayor de mujeres exitosas es un fenómeno social positivo, mientras que únicamente el 59,6% de los hombres compartieron el mismo punto de vista. Los datos demostraron que los hombres, que tienen el privilegio invisible que se obtiene de las percepciones desiguales de género, están satisfechos con la situación actual y son ligeramente reacios al aumento de la condición jurídica y social de la mujer, lo cual podría suponer una amenaza para sus perspectivas profesionales.
Los medios de comunicación de Hong Kong reflejan claramente los estereotipos y normas sociales. Los intérpretes de roles de autoridad son en su mayoría hombres, con comentarios y locuciones que también se escuchan principalmente en voces masculinas, mientras que las mujeres son representadas principalmente en roles domésticos y profesiones específicas de género, por ejemplo, secretarias y enfermeras.
A pesar del alto nivel de educación y de la visión prospectiva que tienen las mujeres, es poco común ver a mujeres trabajando en consejos corporativos de Hong Kong y en puestos de alta dirección. Las mujeres representan únicamente el 11% del total de los directores de los emisores que cotizan en bolsa en Hong Kong y el 33% de los puestos directivos, mientras que el número de mujeres que participan en la trabajo laboral, que es del 54% de la población femenina total, está por detrás de muchos países desarrollados —67,6% en los Estados Unidos y 71% en el Reino Unido—. El número de mujeres en la política también es pequeño. En el consejo legislativo, únicamente hay 12 mujeres entre los 70 miembros electos. En comparación son 10 mujeres entre los 60 miembros electos en 1998, las mujeres están claramente poco representadas en la etapa legislativa de la ciudad y esta insuficiencia conducirá a una supresión prolongada de los derechos de la mujer y de la desigualdad de género.

### Vida familiar
El deber de la mujer en el hogar es servir a su familia, en particular a los hombres, y su función se basa desde hace mucho tiempo en la expectativa de que sirva a su padre cuando sea niña, a su marido durante toda su vida de casada y a su(s) hijo(s) cuando llegue a la vejez. El rol tradicional de los hombres es lidiar con asuntos externos dentro de la esfera pública, mientras que el de las mujeres es permanecer en la esfera privada en el hogar y cuidar a sus hijos. Debido a la creencia tradicional de la superioridad masculina dentro de Hong Kong, existe una gran presión sobre las mujeres para que produzcan descendencia masculina, a pesar de su estatus económico y nivel de educación. Hasta hace poco, las mujeres que no podían dar a luz a un hijo para su familia eran consideradas defectuosas y a menudo acababan divorciadas.
La necesidad de construir una familia, un importante valor social chino cultivado por la ideología confuciana, ha disminuido en los últimos años, ya que una proporción considerable de la población se encuentra cómoda en la soltería, con un 42,3% de hombres y un 41,5% de mujeres que no planeaban casarse, superando en número a los que no estaban de acuerdo  (31.4% varones y 32.3% mujeres). La encuesta demostró un bajo deseo de tener hijos entre los solteros, con un 22,1% de mujeres y un 21,5% de hombres que no estaban de acuerdo en que la vida estuviera vacía sin tener hijos.  Sin embargo, al hablar de la cohabitación soltera, las opiniones divergían entre los hombres y las mujeres. En cuanto a la idea de la cohabitación sin intención de matrimonio, el 71% de los hombres que nunca se casaron la consideraron aceptable, pero únicamente el 45,1% de las mujeres que nunca se casaron estuvieron de acuerdo, lo que indica que la integridad sexual sigue teniendo una importancia relativamente alta entre las mujeres de Hong Kong.
Junto con la visión cambiante sobre el matrimonio y la reproducción, la división del trabajo de género dentro de una familia también ha experimentado cambios. La imagen tradicional de que los hombres son la columna vertebral financiera de la familia y se ocupan principalmente de las relaciones exteriores ya no es la percepción dominante. Más del 50% de los encuestados consideraron que los hombres ya no tienen una figura dominante y superior dentro de la familia. Más del 80% de los encuestados estuvieron de acuerdo en que la contribución a los ingresos del hogar debe provenir de ambos miembros de la pareja. La desigual división del trabajo en los asuntos familiares también ha progresado gradualmente hacia la igualdad de funciones. Alrededor del 50% de los encuestados creían que los hombres deberían estar más involucrados en las tareas domésticas, y el 43% de los hombres estaban de acuerdo en que los hombres deberían asumir más responsabilidades en el cuidado de los niños. A medida que la sociedad fue aceptando cada vez más los cambios en los roles familiares, el número de amas de casa a tiempo completo en creció de 2.900 en 1991, lo que representaba el 0,13% de toda la población masculina, a 19.000 en 2016, lo que representaba el 0,65% de la población masculina. Por otro lado, hubo una disminución sustancial en el número de mujeres trabajadoras domésticas a tiempo completo, que pasó de 752,8 mil en 1991, equivalente al 34,4% del total de la población femenina, a 628,1 mil en 2016, reduciéndose a un 18% de la población femenina, lo que pone de manifiesto la disminución moderada de la brecha entre hombres y mujeres en los asuntos del hogar, liberando lentamente las cadenas de las mujeres que se dedican a los asuntos de la familia.
Aunque el fenómeno social creció a favor de la igualdad de género en la familia, los estereotipos de género en la división del trabajo doméstico siguen estando arraigados de manera decepcionante. Según la encuesta, la mitad de los encuestados considera que el trabajo principal de las mujeres es el trabajo familiar y no el trabajo laboral, y alrededor del 40% de los encuestados están de acuerdo en que proporcionar los ingresos es el trabajo de los hombres y el trabajo doméstico es el trabajo de las mujeres. De hecho, las mujeres siguen siendo en gran medida responsables de las tareas domésticas, y el 70,6% de las mujeres son responsables del cuidado de los niños. Las tareas de la vida diaria son principalmente de las mujeres, mientras que los hombres asumen las tareas domésticas al ocuparse de las reparaciones de menor importancia, lo cual refleja la persistencia de la comunidad en los estereotipos sexistas de género en cuanto a la condición de que las mujeres son las cuidadoras en el seno de la familia.
Hay un número creciente de madres trabajadoras en la sociedad. Aunque la carrera profesional es una especie de empoderamiento financiero para las mujeres, el doble turno, la carrera profesional y las tareas domésticas, se convierten en una pesada carga para ellas. No únicamente la doble carga perjudica a las mujeres, sino también la relación entre la madre trabajadora y sus hijos. Las madres que trabajan tienen menos tiempo libre para quedarse con sus hijos, por lo que no pueden darse cuenta de algunos problemas de desarrollo durante el crecimiento de los niños. Especialmente cuando sus hijos sufren de enfermedades mentales, la madre trabajadora no podría expresar los síntomas de sus hijos. Debido a que muchas mujeres sienten que el cuidado de sus hijos es estrictamente su responsabilidad, rara vez acuden a sus maridos en busca de ayuda adicional, lo que crea problemas para las mujeres que trabajan fuera de sus hogares. Para hacer frente al problema de la carga doméstica de la madre trabajadora, muchas familias contratan a personal doméstico y el trabajo doméstico subcontratado trae consigo cambios en la estructura familiar. Algunas personas piensan que la contratación de trabajadoras del hogar/domésticas tendría un impacto en el conflicto conyugal y en la calidad del matrimonio. Sin embargo, las investigaciones demuestran que la contratación de personal doméstico no influye de manera significativa en los conflictos conyugales. En Hong Kong, las mujeres tienden a trabajar fuera para centrarse en el desarrollo de su carrera y contratar a personal doméstico para aliviar su doble carga. La teoría de los sistemas ecológicos sugiere que el trabajo y la demanda de la familia pueden aumentar la posibilidad de que la tensión y el conflicto de funciones de la pareja que contrata a personal doméstico. Las mujeres sufrirían de múltiples roles en los que no pueden cambiar al rol correcto en el hogar y en el lugar de trabajo. Para hacer frente a estos efectos negativos, los recursos que se extienden a lo largo de las fronteras y que ayudan a satisfacer la demanda de cada ámbito serían útiles para mejorar la situación general de las familias trabajadoras. Existen algunas políticas lanzadas anteriormente que aliviarían la doble carga de la «madre trabajadora». Por ejemplo, un horario de trabajo flexible y una cultura de apoyo en el lugar de trabajo pueden mejorar el bienestar familiar de los empleados.

### Matrimonio y el trabajo
Un gran número de mujeres entrarán en el trabajo después de su educación, pero tradicionalmente había una tasa sustancial de deserción después del matrimonio o la maternidad, debido a la sensación de obligación que las mujeres sentían por sus familias y hogares, y como resultado muchas mujeres abandonaban sus ocupaciones. Además, hasta la década de 1970, la prohibición del matrimonio se aplicaba ampliamente a las mujeres empleadas en Hong Kong. Desde mediados de la década de 1990 hasta el siglo XXI, Hong Kong ha promulgado varias leyes que prohíben la discriminación en el empleo, incluida la discriminación basada en el sexo y el estado civil.
En Hong Kong, la tendencia es que tanto hombres como mujeres se casan más tarde en la vida que en otros países, debido principalmente al deseo de ser más independientes, no únicamente en el mundo de los negocios, sino en todos los ámbitos de la vida. Tradicionalmente, las mujeres han sido subestimadas y consideradas como miembros inadecuados de la sociedad. Como resultado, tienen más dificultades para ser contratadas por las grandes empresas y son menos capaces de contribuir económicamente a sus familias. Hong Kong tiene una de las tasas de fecundidad total más bajas del mundo, 1,18 hijos por mujer, muy por debajo de la tasa de reemplazo de 2,1. Hong Kong, al igual que otras naciones desarrolladas de Asia, como Japón y Corea del Sur, tiene una fuerte tradición de amas de casa después del matrimonio, pero desde la década de 1990 esto ha ido cambiando. El año 2011, la tasa de participación en el trabajo laboral de las mujeres solteras era del 67,2%, mientras que la de las mujeres casadas era el 46,8%.

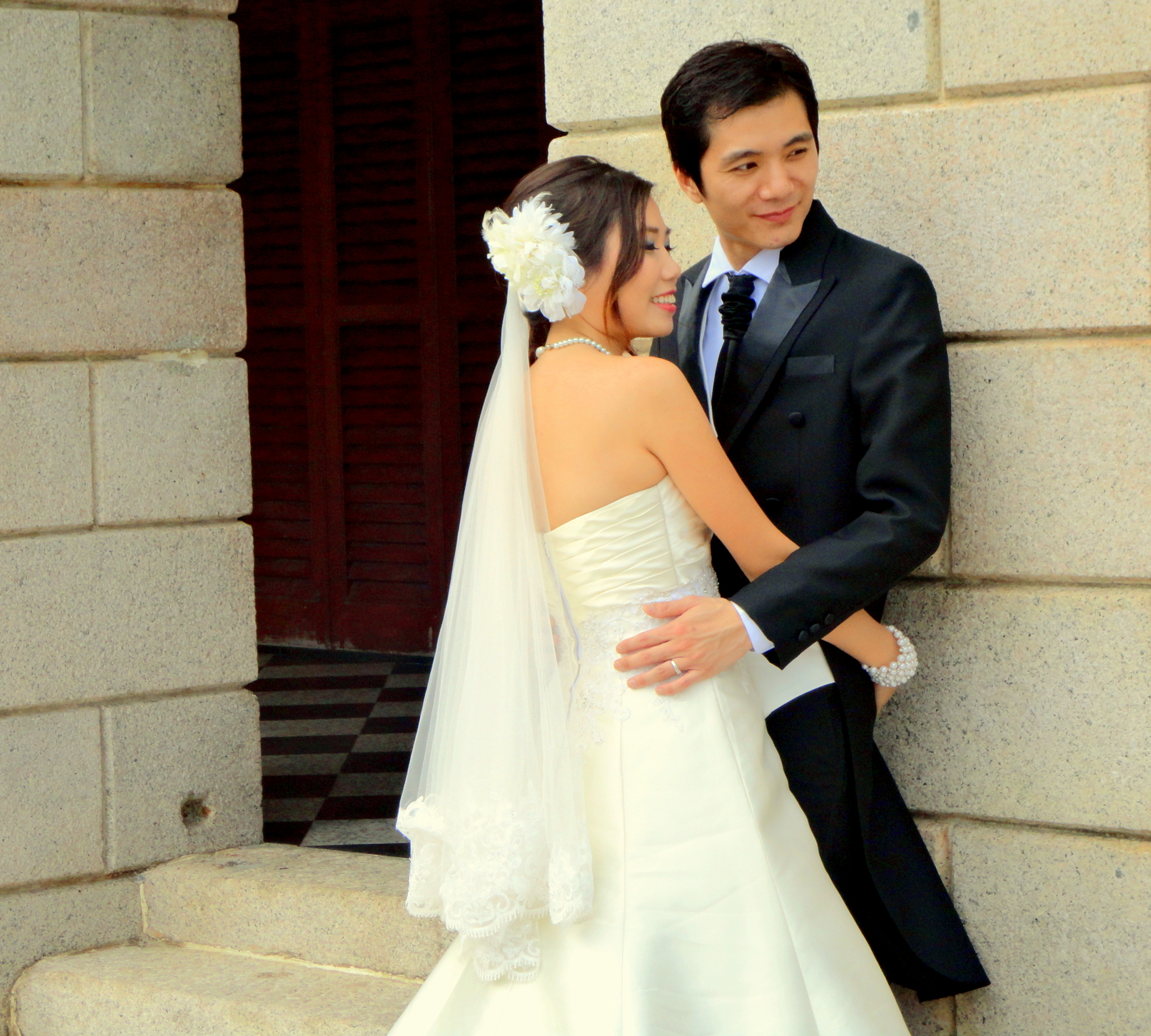
Fotografía de un matrimonio en Hong Kong.

El matrimonio en Hong Kong se basa en la felicidad personal y la satisfacción romántica, a diferencia del matrimonio tradicional basado en el deber y la expectativa de permanecer con el cónyuge, independientemente de la situación. Las mujeres tienen ahora más voz en lo que respecta a con quién desean casarse, y si el matrimonio no funciona según lo planeado, pueden considerar abiertamente el divorcio. Los valores tradicionales del matrimonio se están volviendo menos importantes. En general, el divorcio se ha vuelto más común y socialmente aceptable, por lo que en Hong Kong hay más personas solteras que nunca. Sin embargo, es importante señalar que en China el matrimonio se basa en fuertes lazos y relaciones familiares, a pesar de la falta de romance. Por lo tanto, si se propusiera el divorcio, se correría el riesgo de perder todo contacto con la familia. A partir de 2011, el 49,0% de las mujeres estaban casadas, el 8,7% de las mujeres eran viudas, el 4,4% de las mujeres estaban divorciadas, el 0,6% de las mujeres estaban separadas, y el 37,3% de las mujeres eran solteras.

## Participación política y liderazgo
Es un fenómeno mundial que las mujeres siempre van a la zaga en la participación política y las estadísticas obtenidas por la Unión Interparlamentaria en 2016 muestran que únicamente el 22,8% de todos los parlamentarios nacionales eran mujeres.  El Índice de potenciación de género (IPG) fue diseñado por las Naciones Unidas (ONU) para medir la igualdad de género a través del examen de las oportunidades de las mujeres en la participación política y su poder económico. El IPG de Hong Kong fue de 0,717, ocupando el puesto 19 entre 109 países, lo que refleja que existen mayores oportunidades para las mujeres en el ámbito político y económico en comparación con otros países asiáticos como Japón (54) y Corea del Sur (64).

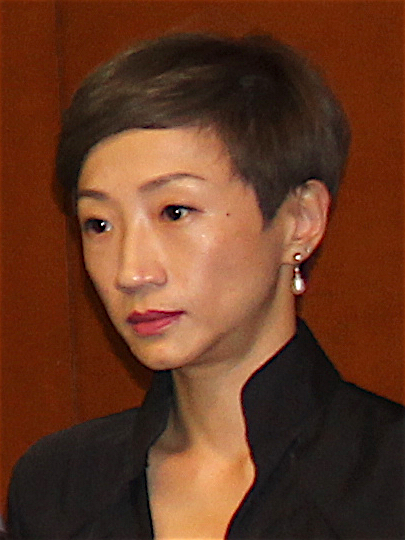
Tanya Chan, miembro del Consejo Legislativo de Hong Kong.

Aunque la brecha de género sigue siendo amplia en el sector político, se observaron mejoras graduales. El Consejo Legislativo de Hong Kong es la máxima autoridad en la formulación de políticas en Hong Kong, donde los miembros femeninos aumentaron ligeramente del 16% en 2007 al 26% en 2015. En 2004, la Oficina de Asuntos del Hogar estableció el objetivo de aumentar la proporción de mujeres en los órganos consultivos y estatutarios a por lo menos el 25%, lo que condujo con éxito al aumento del porcentaje de miembros femeninos, que pasó a 22 en la actualidad. En cuanto a las mujeres electas en el Consejo Legislativo, en 2004 y 2012 se registraron un 22% y un 18%, respectivamente, lo que muestra una pequeña disminución. De igual manera, las secretarias únicamente representan el 20% de las trece oficinas de política en 2012.
En cuanto al liderazgo de las mujeres fuera del sector gubernamental, el desequilibrio en la proporción de mujeres que ocupan puestos directivos en el mundo empresarial es incluso más grave que en el gobierno, donde únicamente una mujer puede ocupar el cargo de directora ejecutiva entre las 42 empresas que cotizan en bolsa. En el ámbito judicial, todos los jueces del Tribunal de Última Instancia son hombres, mientras que las juezas pueden representar el 15,2% en el Tribunal Superior.

### Obstáculos para la posición de liderazgo
En la división del trabajo por género, se espera que las mujeres sean las amas de casa, aunque algunas de ellas sean las que ganan el pan al mismo tiempo. Es difícil para ellos lograr un equilibrio entre la familia y el trabajo. Sin embargo, obtener un ascenso está acompañado de más tiempo dedicado al lugar de trabajo, lo que coloca a las mujeres en desventaja, ya que también deben cumplir con la responsabilidad del hogar. La situación podría ser incluso peor en la industria financiera y de negocios, donde se requieren más horas de trabajo para manejar una competencia feroz. Por lo tanto, muchas mujeres renuncian a los cargos superiores para mantener el equilibrio entre la familia y el lugar de trabajo.
Además, muchas personas en Hong Kong siguen defendiendo la ideología tradicional de género de que el estatus de los hombres siempre debe ser superior al de las mujeres. Según la encuesta realizada por la Comisión de Mujeres en 2010, el 36.8% de las mujeres y el 32.8% de los hombres informaron que la supremacía patriarcal todavía existe en su familia. En este caso, el papel de líder femenino podría amenazar el poder de sus cónyuges en la relación. Además, también hay un 46,1% de hombres y un 32,3% de mujeres están de acuerdo en que el líder político masculino haría mucho mejor que una mujer. Esta percepción de género podría desalentar a las mujeres de competir en cargos superiores con los hombres.
Además, el techo de cristal también impide que las mujeres alcancen la primera posición. La segregación laboral por sexo restringe a las mujeres en ciertos tipos de trabajo, como el de oficina, lo que limita su experiencia laboral y, por lo tanto, dificulta su promoción. Aunque algunas mujeres son lo suficientemente capaces de escalar puestos laborales, la red de viejos compañeros excluye a las mujeres de la toma de decisiones.

## Violencia contra las mujeres
La violencia contra las mujeres es una violencia de género que ocurre tanto en la vida pública como en la privada, dirigida a las mujeres debido a su sexo o a sus roles sociales y, que puede causarles daños físicos, sexuales y psicológicos. La encuesta internacional sobre violencia contra las mujeres (IVAWS) reveló que las tasas de violencia en Hong Kong son del 19,9%, lo que las sitúa en un nivel bajo en comparación con otros países como Australia (57%) y Dinamarca (50%).
La violencia de pareja íntima (IPV) es la forma más común de violencia contra las mujeres, que involucra conductas dañinas como el derrumbe y el bloqueo de recursos, ejercida por el cónyuge actual o el ex cónyuge, en el matrimonio, el cohabitante o en la relación de pareja. Aunque varias investigaciones han investigado la simetría de género de la IPV diciendo que tanto hombres como mujeres tendrían la posibilidad de sufrir violencia,  todavía existen diferencias obvias de género en Hong Kong en el sentido de que hay más casos denunciados de violencia ejercidos por hombres que por las mujeres. Según las estadísticas del Departamento de Bienestar Social, hubo 3.917 casos denunciados de abuso físico por parte de su cónyuge o cohabitante, en el que el 83% de las víctimas eran mujeres, mientras que únicamente el 17% eran hombres. Los abusos provinieron en gran parte del esposo (62.8%), seguido por el sexo opuesto de la pareja que cohabita (13.4%) y la esposa (12.6%). En cuanto a la violencia sexual, hubo 343 casos notificados recientemente en 2010, en los que el 98,8% fueron víctimas femeninas, en su mayoría víctimas de agresiones sexuales (70,8%).

### Información de los casos victimizados
Los casos denunciados de violencia contra mujeres u hombres no pueden revelar plenamente la situación real en Hong Kong, ya que todavía hay muchos casos ocultos por las víctimas. Bajo la influencia del sistema patriarcal tradicional, las mujeres pueden interiorizar su papel de sumisas, que son menos propensas a cuestionar el statu quo, a resistirse a la IPV u otras formas de violencia por parte de personas que no son miembros de la pareja, o a buscar ayuda de la sociedad. Además, las víctimas de la violencia sexual a veces son calificadas de vergonzosas y sucias debido al tabú sexual que existe en Hong Kong, afectado por el valor tradicional chino de la castidad, lo que hace que las mujeres teman denunciar la violencia desagradable. Otro valor chino de «No difundir en el extranjero la vergüenza de la familia» también conduce a la ausencia de revelación por parte de las mujeres sobre la violencia experimentada por su pareja u otros miembros de la familia, con el fin de proteger su reputación familiar.

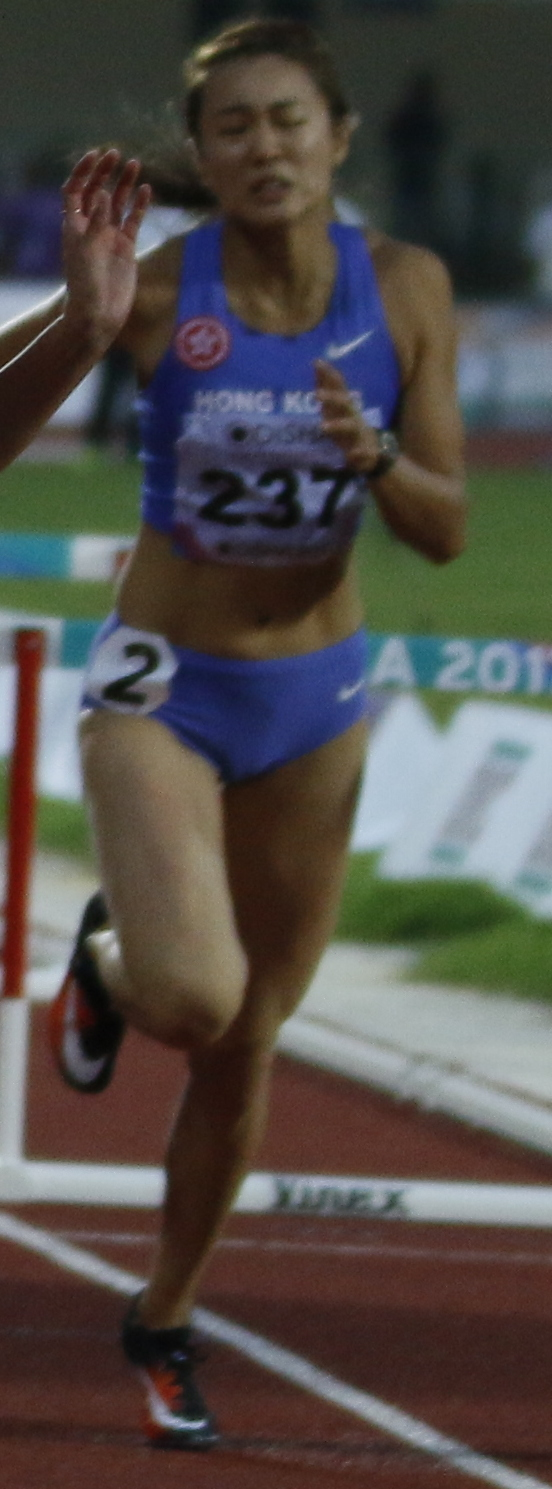
La atleta Vera Lui Lai-yiu, en el Campeonato Asiático de Atletismo 2017.

En 2006, Tarana Burke acuñó la frase «Yo también» para ayudar a las mujeres que habían sobrevivido a la violencia sexual, que se extendió rápidamente por Internet como movimiento en todo el mundo y Hong Kong también se unió al movimiento con la noticia de que una atleta vallista de Hong Kong, Vera Lui Lai-yiu, acusaba a su antiguo entrenador de agresión sexual. Su entrenador, según Lui, le atacó sexualmente hace 10 años, durante su edad escolar primaria. La incorporación de una figura pública al movimiento alentó a más víctimas de acoso sexual a abrirse en Internet o pedir ayuda a organizaciones. Association Concerning Sexual Violence Against Women en Hong Kong reporta un rápido aumento en el número de llamadas de asistencia de presuntas víctimas de acoso sexual desde la publicación de Lui en Facebook. Es posible que muchas víctimas empiecen a tomar el caso en serio y traten de pedir ayuda a otros. El movimiento viral metoo, hasta cierto punto, ayuda a las mujeres a ganar derechos en su lucha contra la violencia sexual.
Sin embargo, el movimiento es considerado un fracaso en Hong Kong, ya que la gente especula si el caso que Lui mencionó en su artículo es cierto. Muchos en Internet expresan su desconfianza en la descripción de Lui y piensan que está mintiendo. Se sospechaba que Lui estaba tratando de crear una historia y ganar fama. Esta situación es algo que ocurre únicamente en Hong Kong, bajo la influencia de la cultura tradicional de género.

## Factores de riesgo de violencia potencial
Las mujeres que carecen de recursos, como educación e ingresos, son más propensas a sufrir de IPV. Como tienen a depender de su esposo o pareja para recibir apoyo financiero para el gasto diario, tienden a tolerar la violencia y no a resistirse. La situación puede ser aún peor para las mujeres casadas con hijos, porque tienen un deseo más fuerte de mantener el matrimonio para obtener un apoyo monetario estable y dejar que sus hijos crezcan en un ambiente familiar saludable. Además, las mujeres con recursos también serían vulnerables a la violencia si su marido o pareja si defendieran firmemente la ideología tradicional de género. En Hong Kong, se espera que los hombres sean masculinos al ser el principal sostén de la familia. Cuando el esposo posee menos recursos y gana menos que su esposa, su masculinidad será desafiada. Por lo tanto, es más probable que protejan su ego restante al ejercer violencia sobre las mujeres para mostrar las otras formas de masculinidad y poder. Muestra la interacción entre estatus social, ideología de género, masculinidad y conductas violentas. Además, los nuevos inmigrantes traídos por el matrimonio transfronterizo, el desempleo del marido y la presión económica, el embarazo y los asuntos extramaritales también se consideran factores de riesgo de violencia potencial contra las mujeres en Hong Kong.

### Movimientos LGBT y por los derechos de las mujeres
Desde 1991, el movimiento LGBT en Hong Kong comenzó a despenalizar la homosexualidad. La Coalición de Mujeres de Hong Kong es una organización LBGT que se fundó en 2002. Este grupo fue responsable de redactar el proyecto de ley de Discriminación de Sexo del gobierno en 1995. El proyecto de ley abogaba por el derecho legal, político y económico de los derechos de las mujeres.